# Tipula (Eumicrotipula) innubens
Tipula (Eumicrotipula) innubens is een tweevleugelige uit de familie langpootmuggen (Tipulidae). De soort komt voor in het Neotropisch gebied.